# Воздушно-десантные силы нацистской Германии

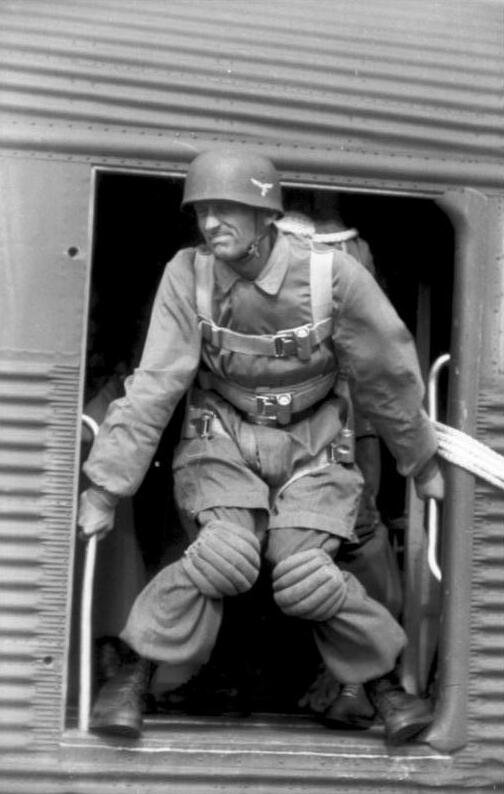
Немецкие десантники перед прыжком из транспортного самолёта Ju 52

Воздушно-десантные силы нацистской Германии (нем. Fallschirmjäger, от Fallschirm — «парашют» и Jäger  — «охотник, егерь») — воздушно-десантные силы вооружённых сил Германии оперативно-тактического развертывания во вражеском тылу, являлись элитным родом войск, из числа добровольцев в которые набирались только лучшие солдаты рейха. Дерзкие операции и крупные успехи немецких воздушно-десантных подразделений в Европе в 1940—1941 годах, заставили высшее руководство и остальных стран-участниц войны (в частности, Великобритании и США) пересмотреть своё отношение к этому новому роду войск.
В течение всей Второй мировой войны командиром немецких егерей-парашютистов был их основатель генерал-полковник Курт Штудент.

## История

### 1933—1935

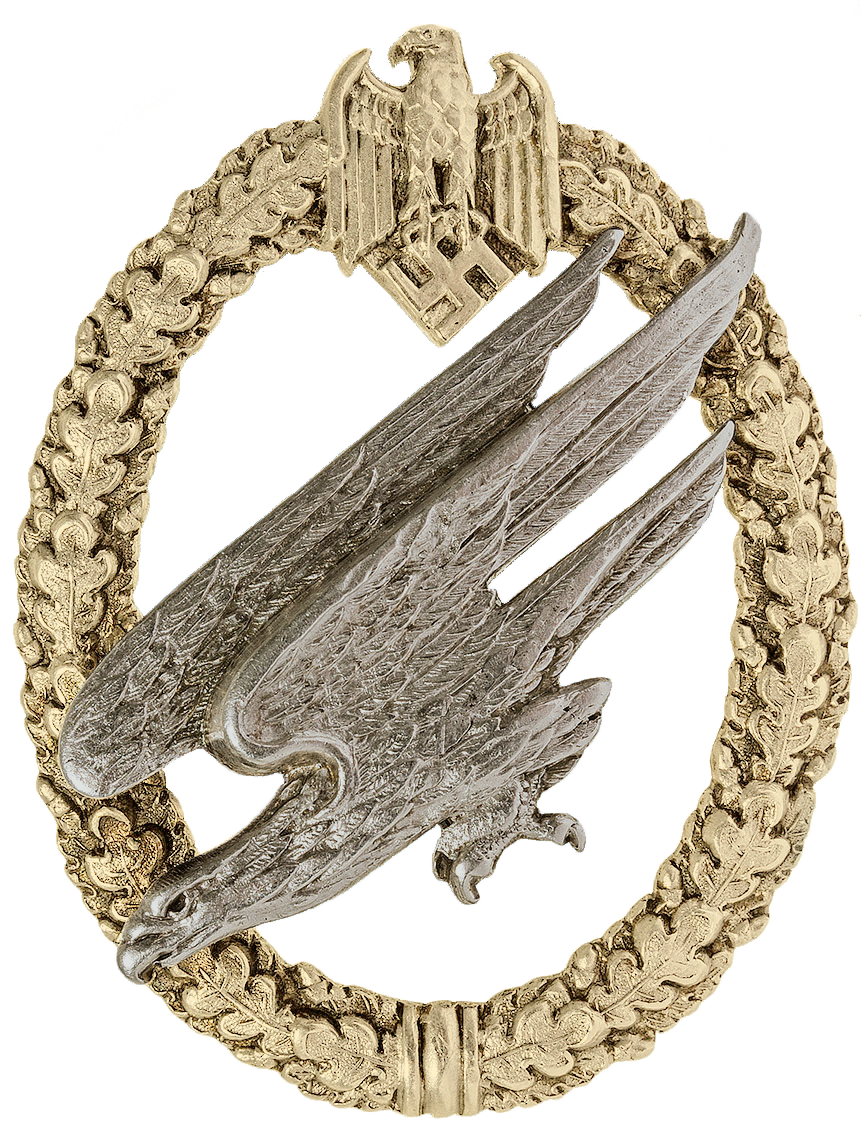
Знак парашютиста вермахта (Fallschirmschützenabzeichen des Heeres), изготовленный из серебра 800 пробы, с именной гравировкой на реверсе

Первый шаг на пути создания германских десантных частей был сделан 23 февраля 1933 года, когда только пришедшее к власти новое правительство занималось уничтожением коммунистических ячеек, действовавших в районе столицы. В целях противостояния им Герман Геринг учредил новое полицейское подразделение — батальон «Векке» (нем. Polizeiabteilung z.b.V. Wecke), названный в честь его организатора и командира, майора полиции Веке. Не являясь парашютной частью (оно состояло из личного состава берлинской полиции), подразделение имело в своём составе обученных парашютистов, которые показали, что способны наносить неожиданные и эффективные удары.
К 1935 году эта часть (переименованная в конце 1933 года в группу провинциальной полиции «Геринг»), продолжавшая заниматься воздушно-десантной подготовкой и хорошо зарекомендовавшая себя в боях, снискала себе репутацию элитной. Группа состояла из трёх стрелковых батальонов, один из которых, получивший наименование 1-го парашютного стрелкового батальона, был специально предназначен для воздушно-десантных операций. 1 апреля 1935 года группа стала именоваться полком «Герман Геринг» и была включена в состав сухопутных войск вермахта. К тому времени, однако, Геринг сделался главнокомандующим люфтваффе, и воодушевление, вызванное в нем изысканиями русских в области применения воздушных десантов, побудило его спустя полгода добиться перевода части в состав люфтваффе. Теперь предстояло дать старт подготовке первого в Германии парашютного корпуса, и командир полка подполковник Якоби получил указания из Министерства авиации начать набор добровольцев для службы в парашютно-десантных войсках.

### 1936—1939
В итоге был сформирован 1-й батальон парашютного полка «Генерал Геринг». Официальной датой создания корпуса парашютистов стало 29 января 1936 года, когда Геринг и его заместитель Эрхард Мильх одобрили повестку дня, в которой обозначались состав, физические качества и процессуальные вопросы, имевшие отношение к подготовке парашютного подразделения полка «Генерал Геринг». Назначение на пост командира батальона получил майор Бруно Бройер, принявший под своё начало около 600 добровольцев, которым предстояло попытаться стать бойцами ударных воздушно-десантных войск. Временным местом дислокации батальона служил Альтенграбов, однако в феврале 1936 года парашютная школа люфтваффе была создана при аэродроме Штендаль-Борстель.
Пока общее руководство частью и её подготовка принадлежало Бройеру, разработкой тактики занимался майор Бессенге.
«Климатический диапазон» возможных боевых действий существенно расширился с появлением у люфтваффе надежных военно-транспортных самолетов Юнкерса Ju-52, которые со временем стали настоящими рабочими лошадками парашютных полков. Они позволяли сбрасывать десант с малых высот, повышая точность сброса, что являлось жизненно важным фактором для достижения оперативной внезапности. Для повышения тактической эффективности на месте, уже после приземления, 1-му батальону была придана 15-я инженерно-саперная рота полка «Генерал Геринг», весь личный состав которой добровольно перешел на службу в парашютно-десантные войска.
В октябре 1936 года, когда парашютный батальон совершил свой первый показательный прыжок на манёврах в Нижней Саксонии, главное командование сухопутных войск вермахта осознало, какие возможности таят в себе новые войска, выросшие в недрах люфтваффе. Соответственно сухопутные войска создали собственную парашютную часть под командованием обер-лейтенанта Цана. Она тоже базировалась на аэродроме Штендаль-Борстель, ввиду отсутствия у вермахта специализированного места подготовки парашютистов.

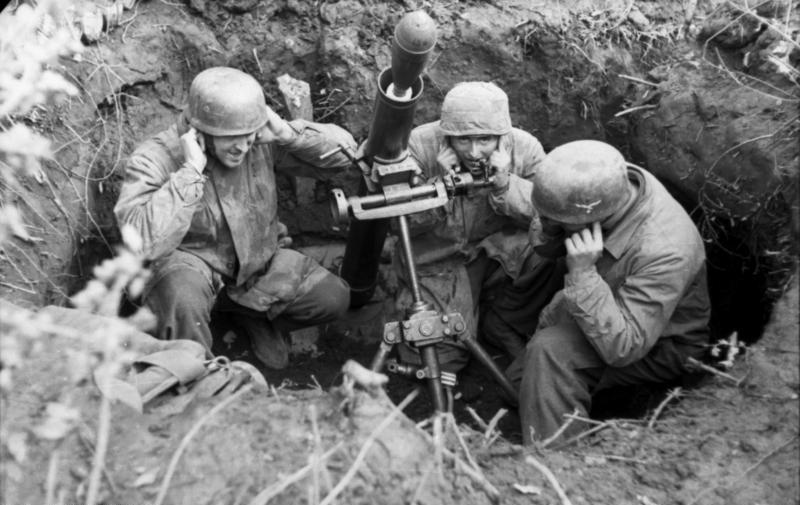
Немецкие парашютисты-минометчики в бою под Монте-Кассино (1944)

Сухопутные войска создавали свои парашютные части по иным шаблонам, нежели их коллеги из люфтваффе. Солдаты-десантники люфтваффе имели лишь лёгкое снаряжение, в то время как тяжёлая парашютная рота вермахта могла применять станковые пулемёты и миномёты, что давало парашютистам возможность проведения более сложных тактических и стратегических операций, подобных битве при Монте-Кассино и других.

### 1940—1945
В ходе Второй мировой войны в 1940—1941 годах немецкие парашютно-десантные войска использовались в крупных воздушно-десантных операциях в Норвегии, Бельгии (Десант на форт Эбен-Эмаэль), Нидерландах и Греции (Критская операция).
В 1940 году был создан 800-й учебный полк «Бранденбург» абвера, личный состав которого проходил обязательную парашютно-десантную подготовку, необходимую его военнослужащим для переброски в тыл противника.
В последующие годы немецкие парашютно-десантные войска использовали в основном в качестве регулярных пехотных соединений, для поддержки наземных сил.
В 1943 году, после отстранения Муссолини от власти и попытки выхода Италии из коалиции стран «оси», отряд парашютистов под командованием Отто Скорцени похитил арестованного Муссолини и вывез его в Германию.
В 1943 году был создан 500-й парашютно-десантный батальон СС.
В январе 1944 года были созданы 1-й и 2-й парашютные корпуса.
Помимо всего прочего, в июне 1944 года в местечке Дальвитц была организована диверсионная школа абвера, в которой в том числе проходили парашютную подготовку кандидаты из белорусских коллаборационистов, после завершения которой их перебрасывали через линию фронта на самолётах люфтваффе и сбрасывали на парашютах в тыл советских войск.